# Berna (allégorie)
 (novembre 2012).
Si vous disposez d'ouvrages ou d'articles de référence ou si vous connaissez des sites web de qualité traitant du thème abordé ici, merci de compléter l'article en donnant les références utiles à sa vérifiabilité et en les liant à la section « Notes et références ».
Pour les articles homonymes, voir Berna.
Berna est une figure allégorique féminine personnifiant la ville et le canton de Berne, en Suisse.

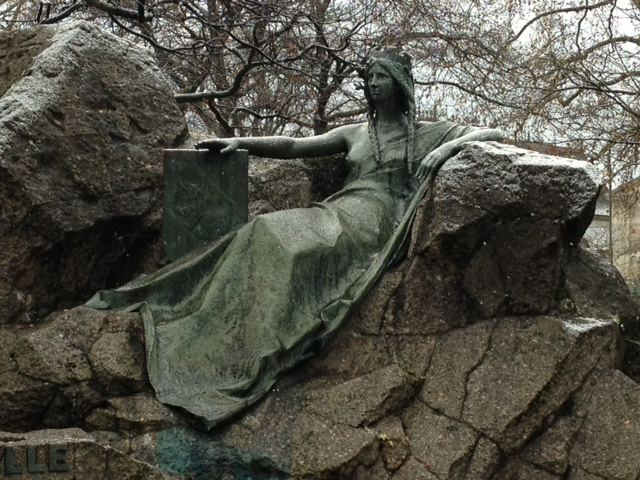
Berna, au pied du monument de l'UPU

## Origine
La déesse Berna est une création moderne, analogue à la figure allégorique Helvetia (pour la Suisse). La forme du nom est latine, sur une base allemande (une forme purement latine serait Ursina, prénom en usage à Berne notamment). 
La figure de Berna apparaît durant la 2e moitié du XVIIe siècle, en même temps que celles de Basilea (Bâle) et que la Tigurina Virgo (Zurich). Genava seule est plus ancienne (époque romaine, déesse tutélaire de Genève). Au XIXe siècle apparaissent encore Argovia (Argovie) et Thurgovia (Thurgovie).
L'une des premières représentations de Berna est une œuvre du peintre suisse Joseph Werner, en 1682. 

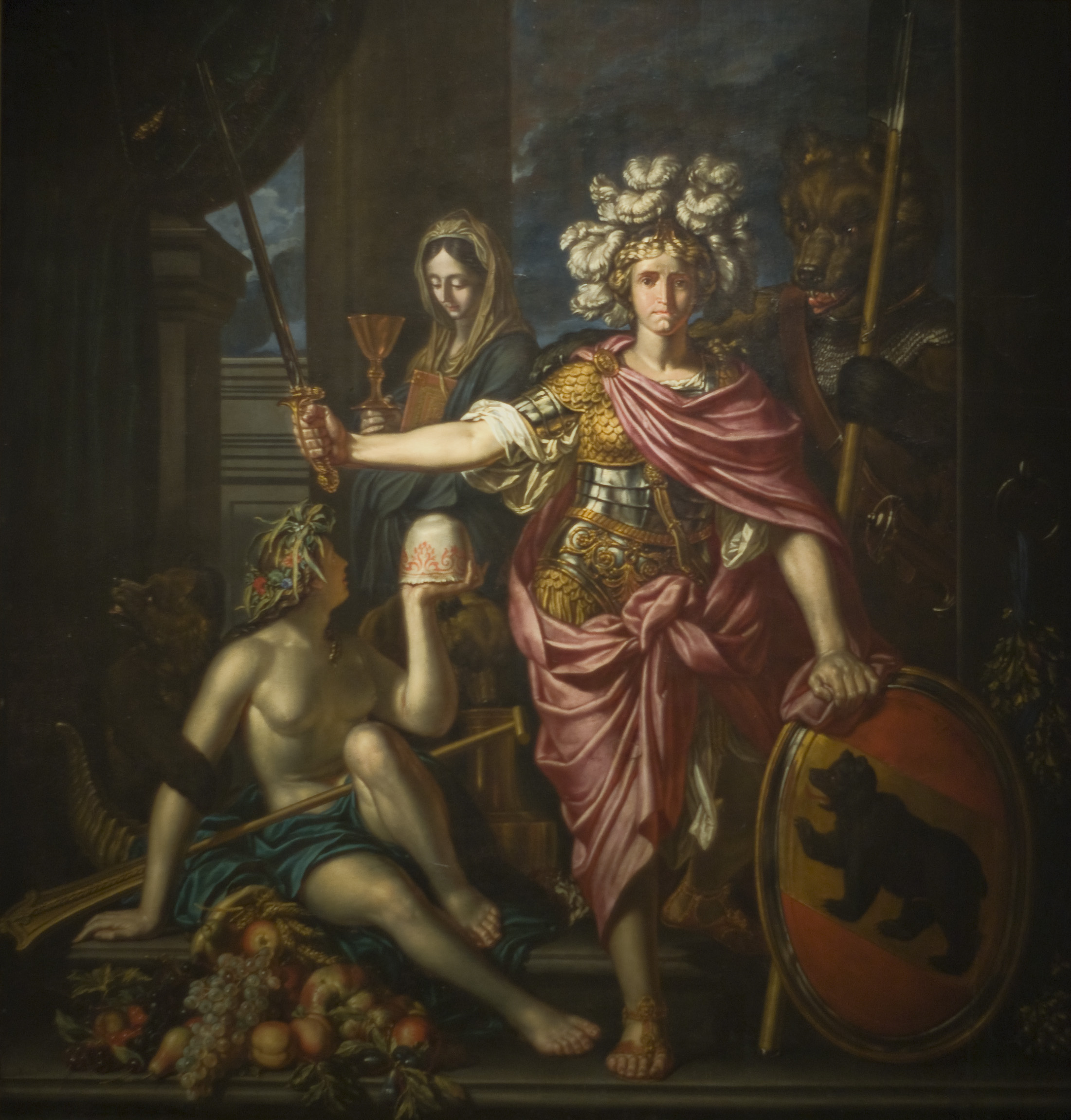
Allegorie de l'État de Berne (Berna : 1682)

## Symbole
Sous sa forme aujourd'hui classique, Berna est représentée sous les traits d'une jeune guerrière aux longues tresses, armée d'un écu portant les armoiries de Berne et d'une lance. À l'instar des autres déesses-ville, sa tête est crénelée. 
Figure civique et patriotique, Berna symbolise l'état et la ville de Berne, historiquement l'un des plus puissants des cantons constituant la Confédération. 

## Usage
La ville de Berne possède au moins deux statues en bronze de Berna : 
- statue debout, coiffant la haute fontaine installée devant l'aile ouest (historique) du Palais fédéral ; œuvre de Raphael Christen (1858)[1].
- statue assise, au pied du globe terrestre représentant l'Union postale universelle, dont Berne est l'hôte ; œuvre de René de Saint-Marceaux[2] (1909).

Les villes de Berne et d'Interlaken consacrent chacune une rue à Berna (en allemand, Bernastrasse). 